# Wiskundige structuur
In de wiskunde zegt men dat een verzameling een structuur heeft als er, behalve de begrippen uit de verzamelingenleer, nog andere begrippen op van toepassing zijn, zoals de afstand tussen de elementen van een verzameling, de som van elementen of hun volgorde.
Een gedeeltelijke lijst van mogelijke structuren is: maten, algebraïsche structuren, zoals groepen, lichamen of synoniem velden, enzovoort, topologieën, metrische ruimten, meetkunden, ordeningen, equivalentierelaties en differentiële structuren. 
Soms is een verzameling uitgerust met meer dan één structuur. Dit stelt wiskundigen in staat deze verzameling op meer manieren te bestuderen. Bijvoorbeeld: een orde bepaalt een topologie. Een ander voorbeeld: als een verzameling zowel een topologie heeft als een groep is en deze twee structuren op een bepaalde manier aan elkaar gerelateerd zijn, is deze verzameling een topologische groep. 
Afbeeldingen tussen verzamelingen die structuren behouden, zodat structuren in het domein worden afgebeeld op equivalente structuren in het codomein, zijn in vele gebieden van de wiskunde van bijzonder belang. Voorbeelden hiervan zijn homomorfismen, die algebraïsche structuren behouden, homeomorfismen, die topologische structuren behouden, en diffeomorfismen, die differentiële structuren behouden.

## Voorbeeld: de reële getallen
De verzameling van reële getallen kent verschillende standaardstructuren: 
- een orde: van twee verschillende elementen in de verzameling is de ene groter of kleiner dan de andere.
- algebraïsche structuur: er zijn bewerkingen van vermenigvuldiging en optellen die deze verzameling tot een lichaam of veld maken.
- een maat: intervallen op de getallenlijn hebben een zekere lengte, die op veel van zijn deelverzamelingen kan worden uitgebreid tot de Lebesgue-maat.
- een metriek: tussen punten in een ruimte is hun afstand gedefinieerd.
- een topologie: er bestaat een notie van open verzamelingen.

Tussen deze standaardstructuren bestaan de volgende verbindingen: 
- de orde en de metriek induceren ieder apart haar topologie (dezelfde).
- de orde en algebraïsche structuur maken het tot een geordend lichaam.
- de algebraïsche structuur en topologie maken het tot een lie-groep, een type van een topologische groep.